# KFC Sparta Petegem
Maillots
Actualités
Dernière mise à jour : 11 juillet 2024.
Le Koninklijke Football Club Sparta Petegem est un club de football belge, basé dans le village de Petegem-aan-de-Leie, en Flandre-Orientale. Le club, porteur du matricule 3821, évolue en Division 2 Amateur lors de la saison 2018-2019, ce qui constitue sa 10e saison dans les séries nationales.

## Histoire
Le Football Club Sparta Petegem est fondé le 1er février 1928. Le 3 mars 1943, il fusionne avec le Patro Deinze, et prend le nom de Football Club Deinze. À cette occasion, le club fusionné reçoit un nouveau matricule, le 3821. Le 23 août 1950, le club reprend son ancienne dénomination, qu'il conserve ensuite jusqu'à nos jours.
Le club est reconnu « Société Royale » le 10 avril 2000, et prend le nom de Koninklijke Football Club Sparta Petegem. Il évolue dans les séries provinciales jusqu'en 2008. Cette année-là, le club est champion provincial, et est promu pour la première fois de son Histoire en Promotion, le quatrième niveau national. Pour sa première saison en nationales, le club s'impose comme une des bonnes équipes de sa série, et termine sixième. L'année suivante, il progresse d'une place, n'échouant qu'à trois points d'une qualification pour le tour final.
Le Sparta Petegem réalise sa meilleure performance en 2010-2011, terminant troisième avec une victoire dans la dernière tranche du championnat. Ainsi qualifié pour le tour final, il élimine tour à tour le Lyra et Oosterzonen Oosterwijk, mais échoue en finale face à Mouscron-Peruwelz. L'année suivante démarre plutôt mal pour le club, qui se retrouve à la lutte pour éviter la relégation. Il termine néanmoins la compétition en force et finit neuvième, échouant de peu dans la lutte pour le gain de la troisième tranche. La saison 2012-2013 n'est guère meilleure, le club entamant la compétition par un faible 6 sur 30. Il se reprend lors de la deuxième tranche et se mêle à la lutte pour la victoire, échouant finalement à un point. La fin de saison tient le club en haleine jusqu'à la dernière journée, où un match nul concédé face au Sporting West Harelbeke laisse le club à la place de barragiste. Il est battu dès le premier tour par Tamines et est relégué directement en première provinciale après cinq saisons consécutives disputées en Promotion.
Le Sparta Petegem parvient à remporter le titre directement et remonte ainsi en Promotion après une seule saison en première provinciale.

## Résultats dans les divisions nationales
Statistiques mises à jour le 9 décembre 2024 (terme de la saison 2023-2024)

### Bilan
| Niv | Divisions     | Jouées | Titres | TM Up | TM Down |
| --- | ------------- | ------ | ------ | ----- | ------- |
| I   | 1re nationale | 0      | 0      |       |         |
| II  | 2e nationale  | 0      | 0      |       |         |
| III | 3e nationale  | 1      | 0      |       |         |
| IV  | 4e nationale  | 14     | 2      | 1     | 1       |
| V   | 5e nationale  | 0      | 0      |       |         |
|     |               |        |        |       |         |
|     | TOTAUX        | 15     | 2      | 1     | 1       |

- TM Up : test-match pour départager des égalités, ou toutes formes de Barrages ou de Tour final pour une montée éventuelle.
- TM Down : test-match pour départager des égalités, ou toutes formes de Barrages ou de Tour final pour le maintien.

### Classements saison par saison
| Ordre               | Saison  | Nom du club          | Niveau                         | Classement final | Remarques                                   |
| ------------------- | ------- | -------------------- | ------------------------------ | ---------------- | ------------------------------------------- |
| 1                   | 2008-09 | K. FC Sparta Petegem | Promotion série B              | 5e/16            |                                             |
| 2                   | 2009-10 | K. FC Sparta Petegem | Promotion série A              | 5e/15            |                                             |
| 3                   | 2010-11 | K. FC Sparta Petegem | Promotion série B              | 3e/16            | Tour final                                  |
| 4                   | 2011-12 | K. FC Sparta Petegem | Promotion série A              | 9e/16            |                                             |
| 5                   | 2012-13 | K. FC Sparta Petegem | Promotion série A              | 13e/16           | Relégué après barrages                      |
| séries provinciales |         |                      |                                |                  |                                             |
| 6                   | 2014-15 | K. FC Sparta Petegem | Promotion série A              | 1er/16           | Champion et promu                           |
| 7                   | 2015-16 | K. FC Sparta Petegem | Division 3 série A             | 8e/18            | Relégué!                                    |
| 8                   | 2016-17 | K. FC Sparta Petegem | Division 2 Amateur VFV série A | 2e/16            | [ saisons 4 ]                               |
| 9                   | 2017-18 | K. FC Sparta Petegem | Division 2 Amateur VFV série A | 4e/16            |                                             |
| 10                  | 2018-19 | K. FC Sparta Petegem | Division 2 Amateur VFV série A | 3e/16            |                                             |
| 11                  | 2019-20 | K. FC Sparta Petegem | Division 2 Amateur VFV série A | 6e/16            |                                             |
| 12                  | 2020-21 | K. FC Sparta Petegem | Nationale 2 VV série A         | N/A              | saison annulée en raison du Covid-19        |
| 13                  | 2021-22 | K. FC Sparta Petegem | Nationale 2 VV série A         | 1er/16           | Champion mais non promu car pas de licence. |
| 14                  | 2022-23 | K. FC Sparta Petegem | Nationale 2 VV série A         | 2e/18            |                                             |
| 15                  | 2023-24 | K. FC Sparta Petegem | Nationale 2 VV série A         | 16e/18           |                                             |
| 16                  | 2024-25 | K. FC Sparta Petegem | Nationale 2 VV série A         | ... /16          |                                             |